# Automeris kaechi
Automeris kaechi é uma espécie de mariposa do gênero Automeris, da família Saturniidae.
Sua ocorrência foi registrada no Equador, na província de Napo, Rio Hollin, a 1.450 m de altitude.